# 蝙蝠洞
蝙蝠洞（英語：Batcave）是DC漫画所出版漫画书中的一个虚构地下地点，它是超级英雄蝙蝠侠的总部和秘密基地；其位置位于布鲁斯·韦恩的私人宅邸韦恩庄园的地下洞穴中。
蝙蝠洞有在1960年代电视剧《蝙蝠侠》和1989年电影《蝙蝠侠》、1992年电影《蝙蝠侠归来》、1995年电影《永远的蝙蝠侠》、1997年电影《蝙蝠侠与罗宾》，以及2005年至2012年期间上映的《黑暗骑士三部曲》系列电影、2016年至2023年期间播出的DC扩展宇宙系列影视剧、2022年电影《蝙蝠侠》中出现过。

## 出版历史
最初，在韦恩庄园到存放蝙蝠车的旧谷仓之间自由一条秘密的地下通道；而到了《蝙蝠侠》第12期（1943年8月到9月间出版）的时候，比尔·芬格提到蝙蝠侠有一个“秘密的地下机库”。1943年，在蝙蝠侠首部电影系列《蝙蝠侠》（1943年）的第1集中，剧组为蝙蝠侠创作了一个完整的地下犯罪实验室；而到了第2集“蝙蝠的洞穴”中，电影对这个实验室进行了展示。这个地下实验室的秘密入口藏在一座古董落地钟后，洞穴里满是蝙蝠在飞舞。
鲍勃·凯恩在电影片场向比尔·芬格提到了要构思蝙蝠洞的问题，而比尔·芬格此时即将成为《蝙蝠侠》在日报上连环漫画的编剧。芬格在设定蝙蝠洞的时候参考了《大众机械》杂志上的一张剪影照片，这其中有地下机库的详细截面图。凯恩使用了这个设定并进行了细化，他添加了书房、犯罪实验室、车间、车库和机库等设施。这张成稿最后出现在《蝙蝠侠》刊登于1943年10月29日的连环漫画上，标题就是“蝙蝠洞！”。
而在此之前的早期出版物里，蝙蝠洞被描述成是蝙蝠侠在地下洞穴里的书房，这个书房和其他房间差不多，仅仅只是一个放有书桌和档案柜的小凹室。就像系列电影展示的那样，蝙蝠侠的标志出现在书桌背后的岩石上，其中还有一支蜡烛。入口则是藏于书柜后的秘密电梯。
蝙蝠洞的首次亮相是在1944年1月出版的《侦探漫画》第83期上。数十年来，这个洞穴随着所有者的流行喜好而进行着各式扩建，这其中就包括了奖杯陈列室、超级计算机和法医实验室。历代蝙蝠洞不管是在其平面图还是内容描述上并没有一致性，其具体设计因创作者的不同而发生改变；每位创作者在各个设定上都以各自不同的方式描绘着蝙蝠洞。

## 发展历史

出现于《正义 (DC漫画)》第5期的蝙蝠洞。
由亞歷克斯·羅斯 (漫畫家)绘制
2006年6月出版

布鲁斯·韦恩的祖先很早就发现了这个洞穴，在南北战争时期，这个洞穴被用作仓库及运送逃亡奴隶等目的。18世纪的拓荒英雄战斧在这个洞穴的深處发现了一只巨大的蝙蝠，这只蝙蝠属于亚瑟王传说中的人物摩根勒菲；或许是因为这只蝙蝠，这个洞穴才被名為“蝙蝠洞”。布鲁斯在小时候跌入韦恩庄园的一個枯井时发现了这个洞穴，但他一直将个洞穴封存到他再度返回高譚市并成为蝙蝠侠的时候，由此可知他最初并没有打算将这个洞穴视为自己的秘密行动基地。除了蝙蝠侠总部的作用外，蝙蝠洞还给布鲁斯提供了一个隐私与安宁的地方，就好像超人的孤独堡垒。
在蝙蝠侠故事的早期版本中，蝙蝠洞是布鲁斯·韦恩成年之后才发现的。根据1954年3月出版的《侦探漫画》#205中“蝙蝠洞的起源”的说法，蝙蝠侠告诉罗宾，他在购买这套房子之前其實并不知道这个洞穴的存在。当他在检查位于韋恩庄园的主建筑后方的一個旧谷仓的旧地板时，因为一块木板的掉落才让他发现了这个洞穴。同时这个洞穴也曾在300年前被一名拓荒英雄杰瑞米·科（Jeremy Coe）用作其总部。布鲁斯·韦恩直到成年才发现蝙蝠洞的说法直到1985年出版的《DC宇宙名人录》#2还是如此。
在蝙蝠侠打击犯罪的早期，他只是将蝙蝠洞当成他的藏身所和存放一些小型装备的仓库。但随着时间的流逝，蝙蝠侠发现这里可以当成自己打击犯罪的总部据点，于是他开始在洞穴内整合自己的装备并扩大了洞穴的用途。

### 入口

布鲁斯·韦恩通过落地钟进入蝙蝠洞。
大卫·芬奇 (漫画家)绘制

蝙蝠洞有好几种方法可以进入。在蝙蝠侠系列作品中最常见的方法就是通过韦恩庄园内的一个秘密通道进入，而这个通道的入口就在一座古董落地钟的后面。当将这座钟的时间拨至布鲁斯·韦恩的父母被谋杀的时间——晚上10点48分时，通道的大门就会打开。而在1960年代的蝙蝠侠电视剧中，蝙蝠洞的入口则藏在一个书柜的背后。当布鲁斯·韦恩按动位于莎士比亚雕像背后的一個按钮时，书柜会打开并露出通道的入口。而转动这个秘密按钮时，书柜则会移动到一旁并同时露出后面的“蝙蝠杆（Bat-Poles）”；当布鲁斯·韦恩和他的助手迪克·格雷森从蝙蝠杆滑向蝙蝠洞的时候，他们便会自動换上蝙蝠侠和罗宾的制服。在1995年電影《蝙蝠侠3》中，布鲁斯·韦恩在他位于韦恩企业的办公室的椅子下方建造了一条秘密隧道，而这条长达1英里（1.6）的秘密隧道与蝙蝠洞相连；当布鲁斯进入这条隧道后便可以通过乘坐个人高速运输舱抵达蝙蝠洞。在2005年電影《蝙蝠侠：侠影之谜》和2012年電影《蝙蝠侠：黑暗骑士崛起》中，通往蝙蝠洞的秘密隧道的入口则藏在一個陈列柜的后面，通过按动附近的三角钢琴的一系列按键就可以打开秘门。
除了上述比较常见的进入方法之外，蝙蝠洞还有另外两个秘密入口。其一通常位于瀑布、池塘、全息图或伪装门之后，这条通道主要用于蝙蝠车的进出；其二则是布鲁斯·韦恩发现蝙蝠洞的那个枯井，这条通道在《蝙蝠侠：骑士陨落》系列故事中被强调。其中的某次，当尚-保罗·范雷窃取蝙蝠侠身份的时候，蒂姆·德雷克和迪克·格雷森就被他锁在蝙蝠洞之外，因此他们通过枯井这个入口进入蝙蝠洞。布鲁斯·韦恩也利用这条通道进入蝙蝠洞，然后与陷入疯狂的范雷展开了蝙蝠侠头衔争夺战。范雷被韦恩诱入到一条狭窄的隧道里，从而迫使范雷解除了身上穿着的由他开发的大型战甲，紧接着韦恩就逼迫范雷将蝙蝠侠的头衔还给自己。
不仅蝙蝠侠知道蝙蝠洞的位置，他的好几个盟友也知道蝙蝠洞的位置。除了“蝙蝠家族”之外，正义联盟和最初局外人的几个成员也知道蝙蝠洞的具体位置。基本上所有知道蝙蝠侠真实身份的人都知道蝙蝠洞的位置，就好像了解罗宾身份的人也了解蝙蝠侠一样。不幸的是，这些知道蝙蝠洞位置的人也包括蝙蝠侠系列作品中的部分反派们。例如拉斯·奥·古，他就会不时拜访蝙蝠洞以报复蝙蝠侠对他的长期对抗；戴维·凯恩，他在《布鲁斯·韦恩：逃犯》中就潜入到蝙蝠洞中，此时他正陷害布鲁斯谋杀。而在《蝙蝠侠：黑暗胜利》的故事里，双面人、小丑、急冻人和毒藤女为了躲避幸存暴民的追杀而逃入地下道，而他们在这里发现了蝙蝠洞，可他们却在其中迷了路。蝙蝠侠和迪克·格雷森（首次在官方漫画中出演罗宾）将尚未摸清楚蝙蝠洞的他们给赶了出去；而为了避免再次发生这件事，蝙蝠侠将这条入口给封住了。当权势强大的疯人院博士接管地球之后，他将所有的成年人放逐到了其他平行宇宙的地球上。罗宾试图与超级小子和脉冲从蝙蝠洞了解外部情况；不过为了避免向他们透露蝙蝠洞的具体位置，他暗示他是通过外部通道或传送器进入蝙蝠洞的。

### 脚注
1. ↑  Beatty, Wallace & Greenburger 2008，第40-44頁
2. ↑  Beatty, Wallace & Greenburger 2008，第133頁
3. ↑  Bob Kane. . Kitchen Sink Press. 1990  [2021-02-06]. ISBN 9780878161195.
4. ↑  Keith Wagstaff. . TIME. 2012-07-16  [2021-02-06]. （原始内容存档于2015-01-29）.
5. ↑  Michael Fleisher; Janet E. Lincoln.  1st Edition. New York: Macmillan. 1976: 44–52  [2021-02-06]. ISBN 9780025387003.
6. ↑  参见《蝙蝠侠》第3卷第69期（2019年3月出版）

### 文献
- Beatty, Scott; Wallace, Daniel; Greenburger, Robert.  2nd Edition (Revision). Lodon: Dorling Kindersley. 2008. ISBN 9780756641191. OCLC 213309017 （英语）.